# Escalade aux Jeux olympiques d'été de 2024
Navigation
Tokyo 2020 Los Angeles 2028
Les épreuves d'escalade sportive aux Jeux olympiques d'été de 2024 se déroulent du 5 au 10 août 2024 sur le site d'escalade du Bourget, au nord-est de Paris, en France. Il s'agit de la 2e apparition d'escalade aux Jeux olympiques, mais pour la première fois, sous un format séparant l'épreuve de vitesse de l'épreuve de combiné (regroupant le bloc et la difficulté).

## Lieu de la compétition
L'épreuve d'escalade se déroule sur le site d'escalade du Bourget, construit à l'occasion des Jeux dans l'enceinte du Parc des expositions de Paris-Le Bourget, installation inaugurée en 1982 et située dans le département de Seine-Saint-Denis, au nord-est de la ville de Paris.

## Format de compétition
Lors de la première apparition de l'escalade aux Jeux de Tokyo, il n'y avait qu'une seule épreuve de combiné regroupant les trois disciplines de l'escalade sportive : vitesse, bloc et difficulté. Pour les Jeux de Paris, l'épreuve de vitesse est séparée du combiné (qui ne regroupe plus que le bloc et la difficulté) ; il y a donc deux épreuves distinctes au lieu d'une, c'est-à-dire le double de médailles.

### Vitesse
Lors de l'épreuve d'escalade de vitesse, deux athlètes grimpent côte à côte sur un mur de 15 mètres ; le premier à atteindre le sommet élimine son concurrent et se qualifie pour le tour suivant. Cette pratique se déroule en intérieur, sur un mur homologué dont les dimensions, la disposition et l'angle donné aux prises sont déterminés à l'avance. 

### Combiné bloc / difficulté

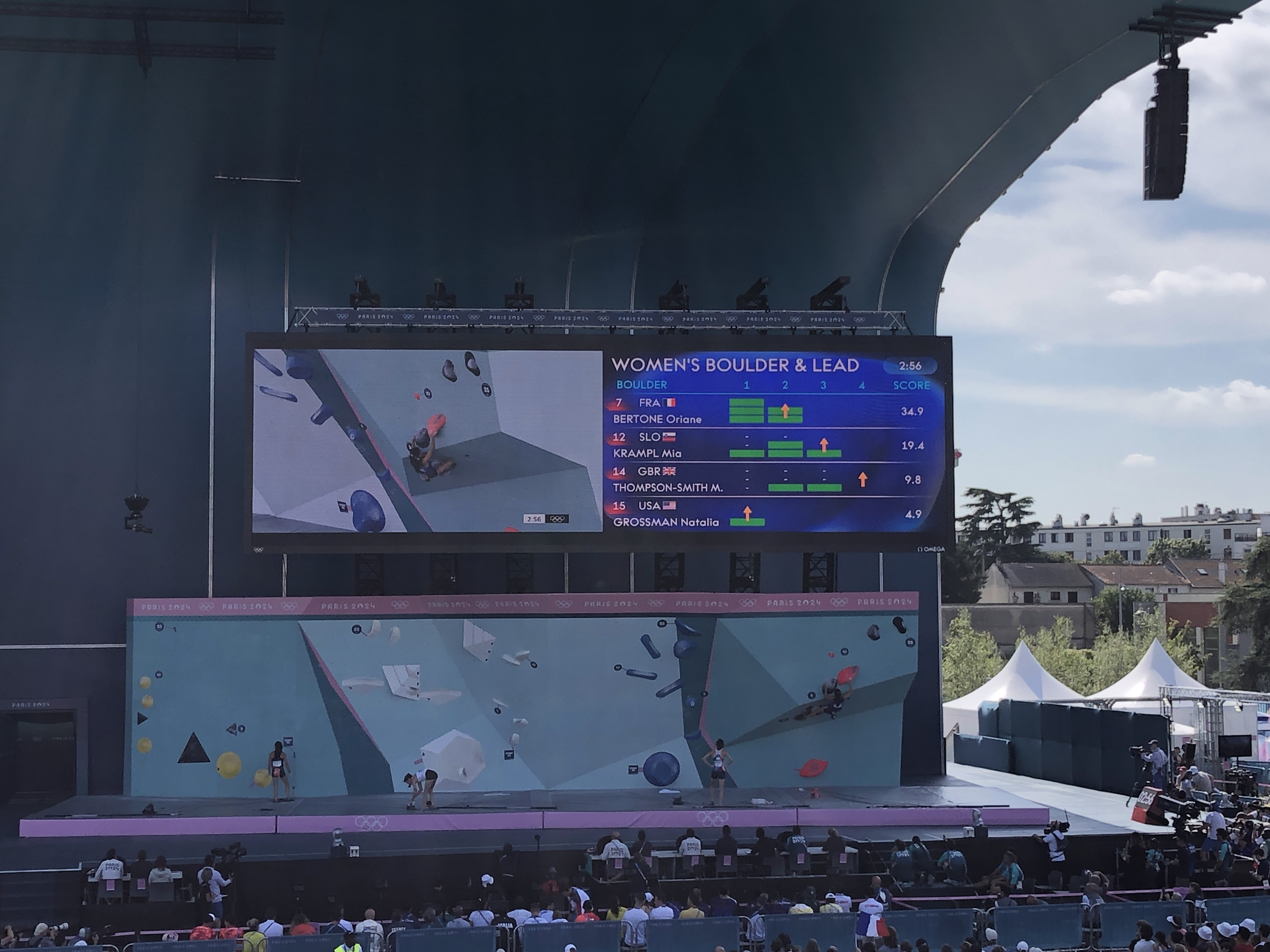
Le 6 août au Bourget, JO2024.

Le combiné, comme son nom l'indique, combine deux disciplines de l'escalade : 
- le bloc consiste à escalader des structures de 4,5 m de hauteur, sans corde mais avec des tapis de réception, dans un temps contraint et avec le moins de tentatives possibles[2].
- la difficulté : les athlètes grimpent le plus haut possible un mur de 15 m, en six minutes maximum, sans connaître la voie en avance et sans voir leurs concurrents y évoluer. Les parcours sont de plus en plus complexes et exigeants au fil de la compétition[2].

La notation pour ces épreuves est la suivante : 
- Un athlète peut gagner au maximum 200 points : 100 en bloc, 100 en difficulté.
- Pour le bloc, chacun des 4 passages peut rapporter jusqu'à 25 points : les athlètes en remportent 5 s'ils atteignent la première zone, 10 pour la seconde et 25 pour le sommet. Un dixième de point (0,1) est déduit pour chaque tentative avortée d'atteindre le sommet.
- En difficulté, le concurrent qui atteint le sommet d'un itinéraire remporte 100 points. Un athlète reçoit des points pour les 40 derniers mouvements d'un parcours : en partant du sommet, les 10 derniers mouvements rapportent 4 points chacun, les 10 mouvements précédents en rapportent 3 chacun, les 10 mouvements précédents en rapportent 2 chacun et les 10 mouvements précédents en rapportent 1 point chacun.

## Critères de qualification
68 places sont disponibles pour les épreuves d'escalade : 28 en vitesse et 40 en combiné, à égalité de sexe. Chaque CNO a le droit d'inscrire un maximum de quatre grimpeurs (deux par sexe) dans deux formats distincts
La période de qualification se décompose en plusieurs phases, : 
Elle débute aux Championnats du monde d'escalade de 2023 où 10 places seront attribuées aux grimpeurs les mieux classés, en respectant la limite de deux athlètes par CNO pour chaque sexe : les trois premiers du combiné, ainsi que le champion et vice-champion de l'escalade de vitesse.
Le reste du quota total est attribué aux 20 grimpeurs éligibles pour le combiné, et à 10 pour la vitesse, à chacun des tournois continentaux de qualification (Afrique, Amériques, Asie, Europe et Océanie) sur une période de trois mois (de septembre à décembre 2023) et lors d'une triade d'épreuves de la série de qualification olympique tenues entre mars et juin 2024.
En tant que pays organisateur, la France réserve une seule place à chaque sexe dans les deux disciplines. Quatre autres places (deux par sexe) sont offertes aux CNO dans chaque catégorie selon la règle de l'universalité.

### Tableaux récapitulatifs des qualifiés
| Compétition                        | Places | Femmes qualifiées | Hommes qualifiés |
| ---------------------------------- | ------ | --- | --- |
| Championnats du monde 2023         | 2x3    | Janja Garnbret Ai Mori Jessica Pilz | Jakob Schubert Colin Duffy Tomoa Narasaki |
| Tournoi de qualification européen  | 2x1    | Oriane Bertone | Toby Roberts |
| Jeux panaméricains                 | 2x1    | Natalia Grossman | Jesse Grupper (en) |
| Tournoi de qualification asiatique | 2x1    | Zhang Yuetong | Sorato Anraku |
| Tournoi de qualification africain  | 2x1    | Lauren Mukheibir | Mel Janse Van Rensburg |
| Tournoi de qualification océanien  | 2x1    | Oceana Mackenzie | Campbell Harrison |
| OQS (en)                           | 2x10   | Brooke Raboutou Miho Nonaka Erin McNeice Chae-hyun Seo Luo Zhilu Ievgeniia Kazbekova Mia Krampl Lucia Dörffel Zélia Avezou Camilla Moroni | Dohyun Lee Alberto Ginés López Adam Ondra Sascha Lehmann Hannes Van Duysen Hamish McArthur Paul Jenft Sam Avezou Yannick Flohé Alexander Megos |
| Réattributions                     | 2x2    | Laura Rogora Molly Thompson-Smith | Yufei Pan Luka Potočar |
| Total                              | 40     | 20 | 20 |

| Compétition                        | Places | Hommes qualifiés                                                  | Femmes qualifiées                                                               |
| ---------------------------------- | ------ | ----------------------------------------------------------------- | ------------------------------------------------------------------------------- |
| Championnats du monde 2023         | 2x2    | Matteo Zurloni Long Jinbao                                        | Desak Made Rita Kusuma Dewi Emma Hunt                                           |
| Tournoi de qualification européen  | 2x1    | Bassa Mawem                                                       | Aleksandra Mirosław                                                             |
| Jeux panaméricains                 | 2x1    | Samuel Watson                                                     | Piper Kelly                                                                     |
| Tournoi de qualification asiatique | 2x1    | Rahmad Adi Mulyono                                                | Deng Lijuan                                                                     |
| Tournoi de qualification océanien  | 2x1    | Julian David                                                      | Sarah Tetzlaff                                                                  |
| Tournoi de qualification africain  | 2x1    | Joshua Bruyns                                                     | Aniya Holder                                                                    |
| OQS (en)                           | 2x5    | Wu Peng Veddriq Leonardo Amir Maimuratov Zach Hammer Reza Alipour | Zhou Yafei Aleksandra Kałucka Rajiah Sallsabillah Capucine Viglione Manon Lebon |
| Réattributions                     | 2x2    | Yaroslav Tkach Shin Eun-cheol                                     | Leslie Romero Pérez Beatrice Colli                                              |
| Total                              | 28     | 14                                                                | 14                                                                              |

## Calendrier
| Épreuve ↓ / Date → | Épreuve ↓ / Date → | Lu 5 | Ma 6 | Me 7 | Je 8 | Ve 9 | Sa 10 |
| ------------------ | ------------------ | ---- | ---- | ---- | ---- | ---- | ----- |
| Combiné            | Hommes             | B    |      | D    |      | F    |       |
| Combiné            | Femmes             |      | B    |      | D    |      | F     |
| Vitesse            | Hommes             |      | Q    |      | F    |      |       |
| Vitesse            | Femmes             | Q    |      | F    |      |      |       |

| - Q : qualifications - B : demi-finales du bloc - D : demi-finales de la difficulté - F : finales |

## Résultats

### Médaillés
| Épreuve        | Or                        | Argent                | Bronze                   |
| -------------- | ------------------------- | --------------------- | ------------------------ |
| Combiné hommes | Toby Roberts (GBR)        | Sorato Anraku (JPN)   | Jakob Schubert (AUT)     |
| Combiné femmes | Janja Garnbret (SLO)      | Brooke Raboutou (USA) | Jessica Pilz (AUT)       |
| Vitesse hommes | Veddriq Leonardo (IDN)    | Wu Peng (CHN)         | Samuel Watson (USA)      |
| Vitesse femmes | Aleksandra Mirosław (POL) | Deng Lijuan (CHN)     | Aleksandra Kałucka (POL) |

### Tableau des médailles
- Pays organisateur (France)

| Rang  | Nation          | Or | Argent | Bronze | Total |
| ----- | --------------- | -- | ------ | ------ | ----- |
| 1     | Pologne         | 1  | 0      | 1      | 2     |
| 2     | Indonésie       | 1  | 0      | 0      | 1     |
| 2     | Grande-Bretagne | 1  | 0      | 0      | 1     |
| 2     | Slovénie        | 1  | 0      | 0      | 1     |
| 3     | Chine           | 0  | 2      | 0      | 2     |
| 4     | États-Unis      | 0  | 1      | 1      | 2     |
| 5     | Japon           | 0  | 1      | 0      | 1     |
| 6     | Autriche        | 0  | 0      | 2      | 2     |
| Total | Total           | 3  | 3      | 3      | 9     |